# Rana (powieść)
Rana – polska powieść kryminalna autorstwa Wojciecha Chmielarza. Ukazała się 14 sierpnia 2019, nakładem wydawnictwa Marginesy. Historia opowiada o śledztwie związanym z morderstwami w prestiżowej, warszawskiej szkole gimnazjalnej.

## Fabuła
Klementyna nie potrafi poradzić sobie z traumą z dzieciństwa i mimo śmierci swojej matki, wciąż nie jest w stanie złamać zasad, które ta ustaliła. Nauczycielka szuka pracy i zgłasza swoją kandydaturę do prywatnej szkoły gimnazjalnej, mieszczącej się na warszawskim Mokotowie. W tej samej szkole uczy się Marysia, dziewczynka z biednej, ale porządnej rodziny, przebywająca w placówce dzięki stypendium. Elżbieta, jej nauczycielka, bardzo wspiera nastolatkę i robi wszystko, by jej pomóc. 
Wkrótce Marysia ginie, a sprawę jej zaginięcia próbuje na własną rękę zbadać Elżbieta. Kobieta także prędko znika i sprawą wbrew swojej woli zaczyna zajmować się Klementyna oraz Gniewomir, chłopak wywodzący się z bogatej, ale niezbyt wspierającej rodziny. 

## Odbiór

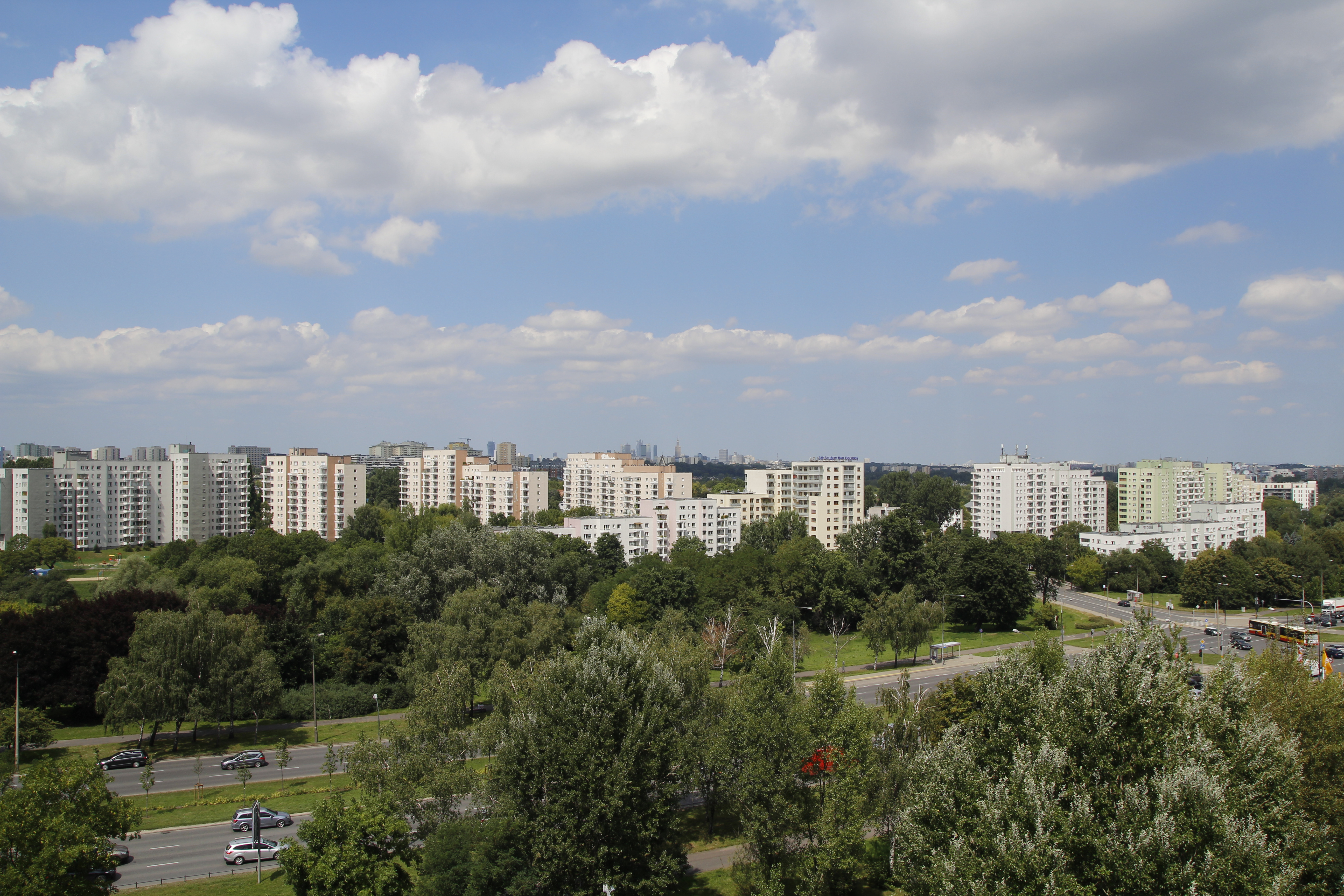
Widok na Mokotów, na którym rozgrywa się akcja powieści.

Na początku września 2019 książka zdobyła 532 oceny na portalu Lubimy Czytać ze średnią 6,99 oraz 145 opinii czytelników. W tym samym czasie powieść zajmowała 15 miejsce wśród top100 najlepiej sprzedających się produktów sklepu Empik, a w kategorii kryminał, sensacja, thriller zajmowała piąte miejsce. Aleksandra Żelazińska z portalu Polityka wystawiła powieści ocenę 4/6, zaś Maria Olecha-Lisiecka z Dziennika Zachodniego napisała o niej: „Rana” jest dla mnie przejawem dojrzałości pisarskiej autora, jego dużej samoświadomości. Powieść chwalił także pisarz, Jakub Ćwiek.
Powieść pojawiła się na 3 miejscu w trendach sierpnia portalu Lubimy Czytać, miesiąc później zajmując czwarte miejsce.